# آرتور آقاسیان
آرتور آقاسیان (ارمنی: Արթուր Աղասյան؛ زادهٔ ۲۴ ژوئن ۱۹۸۷ در ایروان) بازیکن فوتبال بازنشسته در پست مهاجم اهل ارمنستان است.

## باشگاهی
از باشگاه‌هایی که در آن بازی کرده‌است می‌توان به پیونیک، اولیس، رئال سالت لیک، اورنج کانتی بلوز اشاره کرد.

## تیم ملی
وی همچنین در تیم فوتبال زیر ۱۹ سال و زیر ۲۱ سال ارمنستان بازی کرده‌است.